# Hanu
Hanu (w transliteracji z pisma klinowego Ḫa-nu-ú, w transkrypcji Ḫanú) – król Asyrii, w Asyryjskiej liście królów wymieniony jako jeden z 17 królów, którzy mieszkali w namiotach.